# Post-Panamax

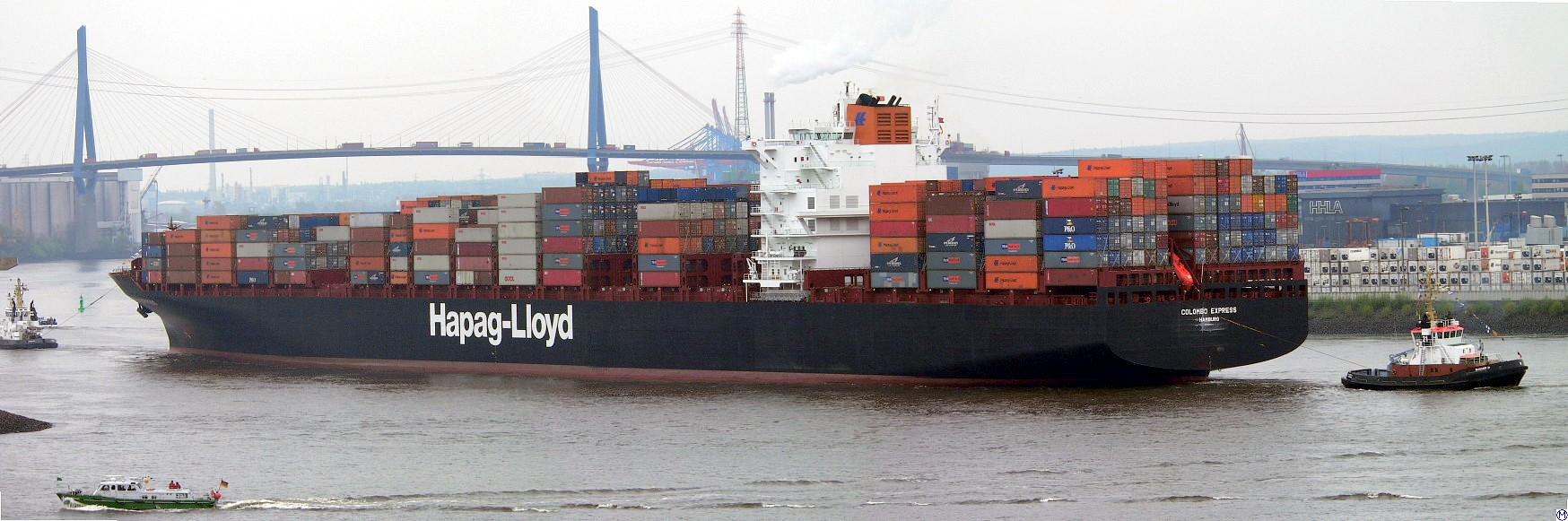
Nave Post-Panamax, la portacontainer Colombo Express

Con il termine Post-Panamax si intende una particolare tipologia di navi le cui dimensioni non permettono loro di transitare nelle chiuse dell'originale canale di Panama. Pertanto per passare dall'oceano Atlantico a quello Pacifico e viceversa dovevano doppiare il continente sudamericano. Conosciute anche con la denominazione di PostPanamax e Over Panamax fanno parte di questa tipologia le superpetroliere e le più grandi navi portacontainer.
A seguito dell'apertura nel 2016 di nuove chiuse del canale di Panama, le dimensioni massime delle navi abilitate al passaggio sono diventate 366 metri di lunghezza, 49 metri di larghezza e 15 di pescaggio.